# Yunxiansaurus
Yunxianosaurus je neformální rodové jméno pro dosud nepopsaného sauropodního dinosaura, žijícího v období svrchní křídy na území dnešní Číny. Neoficiální typový druh je Y. hubeinensis, stanovený paleontologem Li v roce 2001.